# Z 5600
Z 5600 — двухэтажный французский электропоезд. Строился в 1982-1985 годах, для обслуживания пригородных железных дорог Парижа (линий Transilien и RER). Всего было построено 52 поезда. По состоянию на декабрь 2011 эксплуатируются все произведённые поезда.
Z 5600 принадлежит семейству Z 2N. Также в это семейство входят Z 8800, Z 20500, Z 20900.